# یواس‌اس ماچیاس (پی‌اف-۵۳)
یواس‌اس ماچیاس (پی‌اف-۵۳) (به انگلیسی: USS Machias (PF-53)) یک کشتی بود. این کشتی در سال ۱۹۴۳ ساخته شد.